# Karim Ansarifard
Karim Adil Ansarifard (en persa: کریم عادل انصاری‌فرد‎; Ardebil, Ardebil, 3 de abril de 1990) es un futbolista iraní. Juega como delantero y su equipo es el Aris Salónica F. C. de la Superliga de Grecia.
Ansarifard nació en el seno de una familia de azeríes iraníes. Estudió educación física en la Universidad Islámica Azad de Teherán.

## Selección nacional
Ha sido internacional con la selección de fútbol de Irán en 104 ocasiones y ha convertido 29 goles.

### Participaciones en Copas del Mundo
| Mundial                        | Sede   | Resultado      | Partidos | Goles |
| ------------------------------ | ------ | -------------- | -------- | ----- |
| Copa Mundial de Fútbol de 2014 | Brasil | Fase de grupos | 1        | 0     |
| Copa Mundial de Fútbol de 2018 | Rusia  | Fase de grupos | 3        | 1     |
| Copa Mundial de Fútbol de 2022 | Catar  | Fase de grupos | 2        | 0     |

### Participaciones en Copas Asiáticas
| Copa                                | Sede      | Resultado        | Partidos | Goles |
| ----------------------------------- | --------- | ---------------- | -------- | ----- |
| Campeonato Sub-17 de la AFC de 2006 | Singapur  | Cuartos de final | ?        | 0     |
| Copa Asiática 2011                  | Catar     | Cuartos de final | 3        | 1     |
| Copa Asiática 2015                  | Australia | Cuartos de final | 0        | 0     |
| Copa Asiática 2019                  | EAU       | Semifinales      | 4        | 1     |
| Copa Asiática 2023                  | Catar     | Semifinales      | 4        | 1     |

## Clubes
| Club                    | País       | Año       | Partidos | Goles |
| ----------------------- | ---------- | --------- | -------- | ----- |
| Saipa F. C.             | Irán       | 2007-2012 | 131      | 56    |
| Persépolis F. C.        | Irán       | 2012-2013 | 36       | 12    |
| Tractor Sazi F. C.      | Irán       | 2013-2014 | 36       | 17    |
| C. A. Osasuna           | España     | 2014-2015 | 17       | 0     |
| Panionios N. F. C.      | Grecia     | 2015-2016 | 51       | 15    |
| Olympiacos F. C.        | Grecia     | 2017-2018 | 48       | 22    |
| Nottingham Forest F. C. | Inglaterra | 2018-2019 | 12       | 2     |
| Al-Sailiya S. C.        | Catar      | 2019-2020 | 21       | 6     |
| AEK Atenas F. C.        | Grecia     | 2020-2022 | 82       | 20    |
| A. C. Omonia Nicosia    | Chipre     | 2022-2024 | 61       | 10    |
| Aris Salónica F. C.     | Grecia     | 2024-     |          |       |

## Palmarés

### Títulos nacionales
| Título              | Club                 | País   | Año  |
| ------------------- | -------------------- | ------ | ---- |
| Copa Hazfi          | Tractor Sazi F. C.   | Irán   | 2014 |
| Superliga de Grecia | Olympiacos F. C.     | Grecia | 2017 |
| Copa de Chipre      | A. C. Omonia Nicosia | Chipre | 2023 |

### Distinciones individuales
| Distinción                                            | Año  |
| ----------------------------------------------------- | ---- |
| Mejor jugador del mes de agosto de la Iran Pro League | 2011 |
| Máximo goleador de la Iran Pro League                 | 2012 |
| Parte del equipo del año de la Iran Pro League        | 2012 |
| Mejor jugador joven de la Iran Pro League             | 2012 |
| Mejor jugador de la Copa Hazfi                        | 2014 |
| Máximo goleador de la Iran Pro League                 | 2014 |
| Parte del equipo del año de la Iran Pro League        | 2014 |
| Mejor gol de la temporada en la Superliga de Grecia   | 2016 |
| Parte del equipo del año de la Superliga de Grecia    | 2018 |